# Фонтейн, Марго
Дама Марго́ Фонте́йн (англ. Dame Margot Fonteyn), урождённая Ма́ргарет Эвелин Ху́кем (англ. Margaret Evelyn Hookham; 18 мая 1919[…], Рейгейт, Суррей — 21 февраля 1991[…], Панама) — артистка балета, прима-балерина лондонского Королевского балета, постоянная партнёрша Рудольфа Нуреева после его «бегства» из СССР, супруга панамского юриста и дипломата Тито де Ариаса.
Её Королевского Величества Prima ballerina assoluta (1979).

## Биография

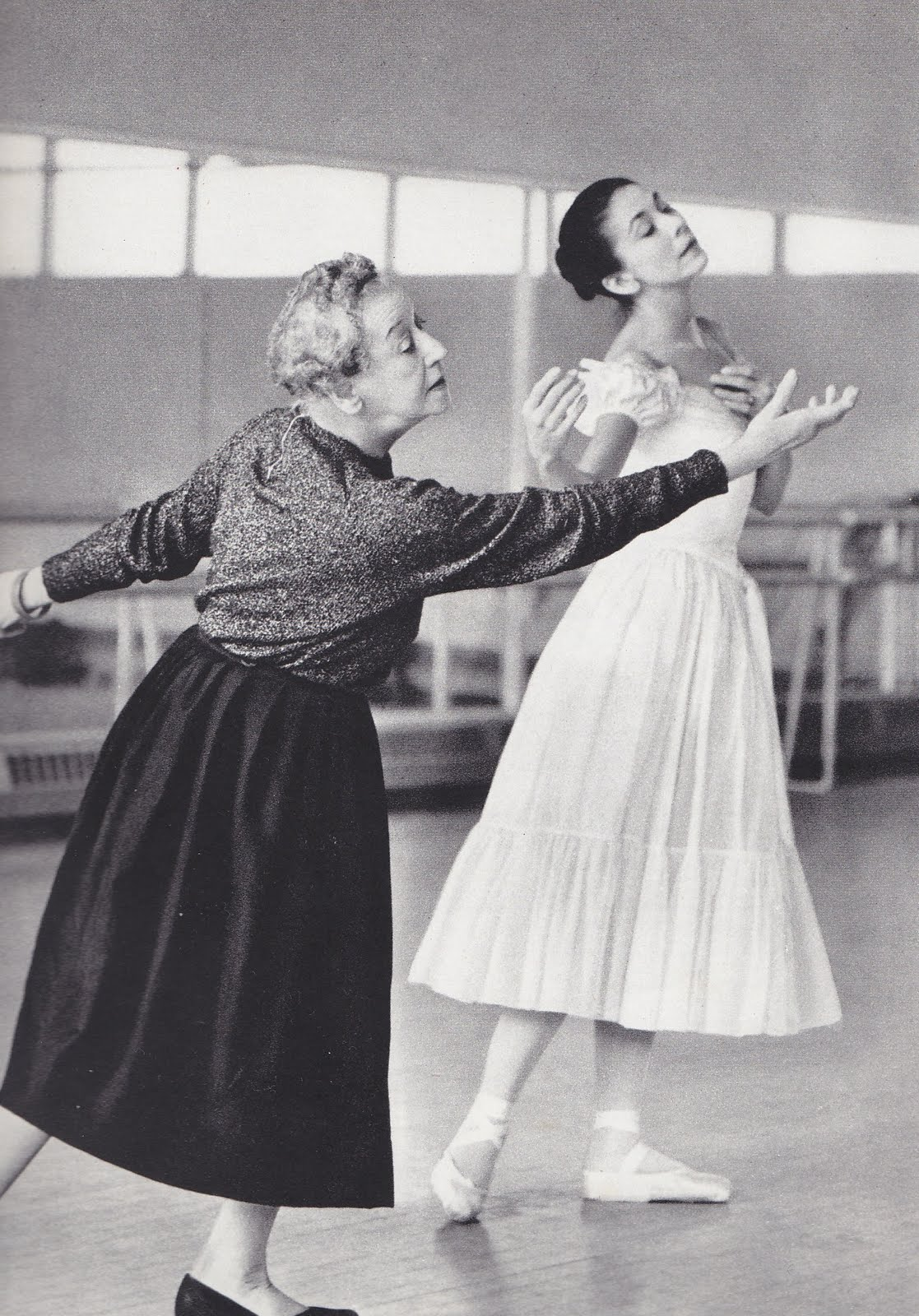
Марго Фонтейн и Тамара Карсавина на репетиции балета «Видение розы», 1950-е годы

Маргарет Хукем родилась в 1919 году и начала заниматься балетом в возрасте четырёх лет вместе со своим старшим братом Феликсом у педагога Грэйс Босустоу. В возрасте восьми лет вместе с семьёй переехала в Шанхай, где её отец работал инженером на табачной фабрике, и продолжила там занятия в студии русского эмигранта Георгия Гончарова.
В 1933 году, в возрасте четырнадцати лет вернулась с матерью в Лондон (её отец был интернирован японцами во время Второй мировой войны) и начала заниматься в балетной студии Нинет де Валуа, где её педагогами были Ольга Преображенская и Матильда Кшесинская. В 1934 году дебютировала на сцене в составе балетной труппы «Вик-Уэллс», которой руководила де Валуа. Юная исполнительница сразу понравилась и критикам и публике мягкостью своего танца.
После того, как из труппы ушла прима-балерина Алисия Маркова, Марго заняла её место. Будучи солисткой, исполняла главные партии в постановках таких балетов, как «Лебединое озеро», «Жизель», «Спящая красавица». Все свои партии в классических балетах Марго отрабатывала с Верой Волковой в её частной лондонской студии — Волкова стала для балерины тем педагогом, который помог в полной мере раскрыться её артистическому таланту.
После войны танцевала премьеры таких балетов Фредерика Аштона как «Дафнис и Хлоя» (1951), «Сильвия» (1952) и «Ундина» (1958). Последний спектакль танцевала на сцене московского Большого театра во время гастролей в СССР (1961).

### Дуэт с Нуреевым

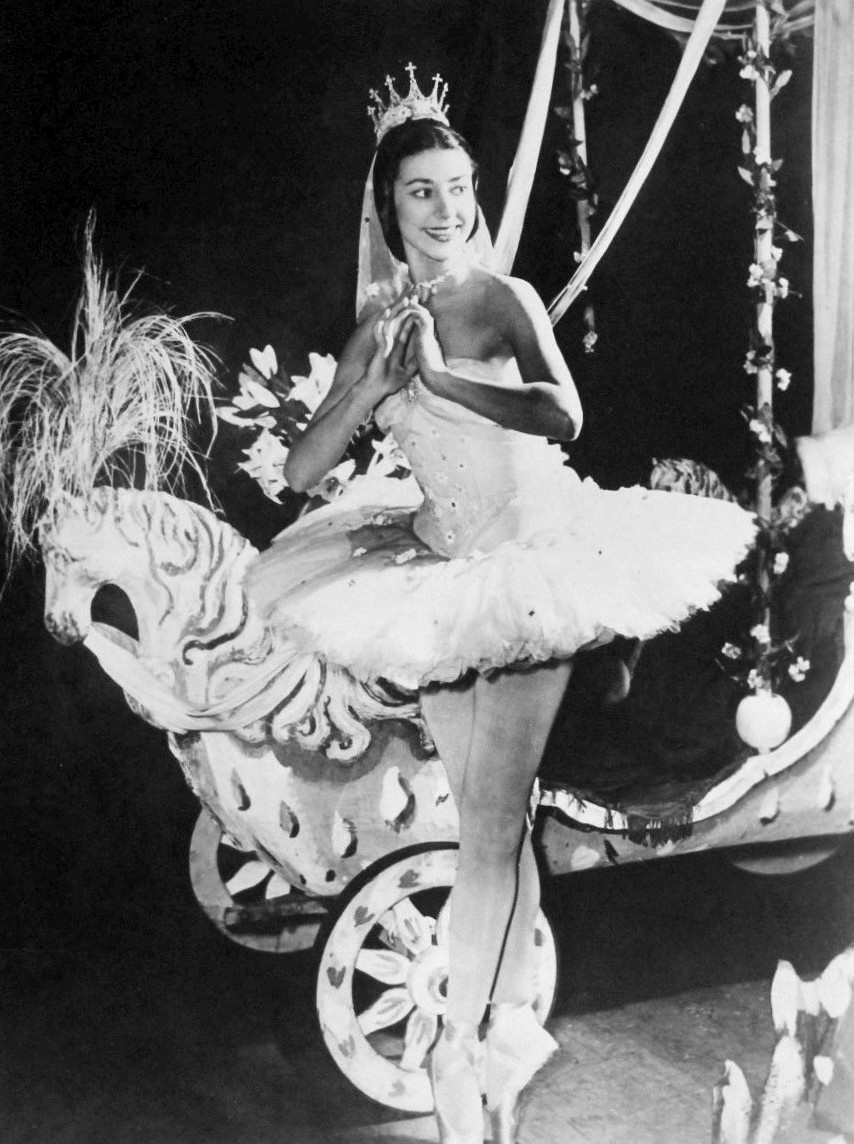
Марго Фонтейн в балете «Золушка», 1957 год

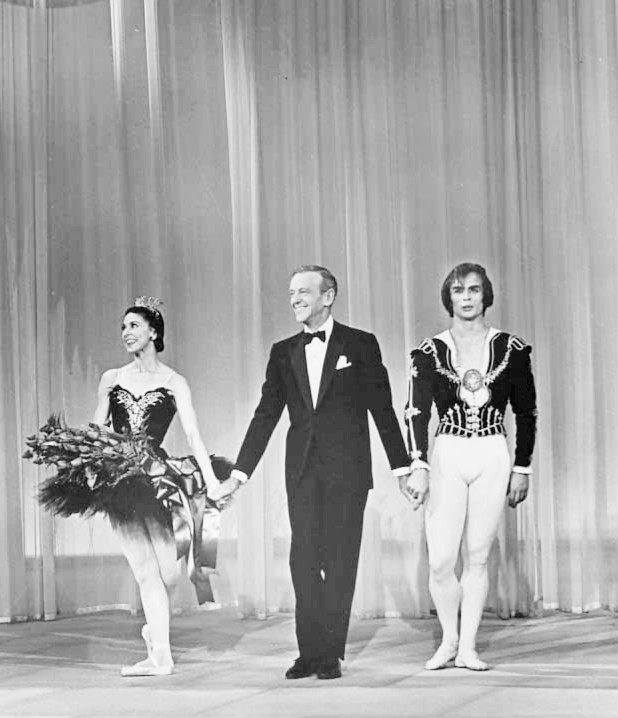
Марго Фонтейн, Фред Астер и Рудольф Нуреев, шоу The Hollywood Palace, 1965 год

В 1961 году, в возрасте 42 лет Марго Фонтейн встретилась с 23-летним Рудольфом Нуреевым. Он приехал в Лондон на устраиваемый Марго благотворительный концерт в пользу Королевской академии танца. Хотя Марго в это время уже собиралась заканчивать свою артистическую карьеру, после личной встречи они решили попробовать танцевать вместе. Выступив в балете «Жизель», они имели небывалый успех: когда артисты вышли на поклон, их встретила невиданная буря эмоций. Танцоры выходили на поклон 30 раз, овация длилась почти час, а зрители не желали покидать зал. Со временем ничего не изменилось. Спустя несколько лет Жаклин Кеннеди напишет про дуэт Нуреева и Фонтейн: «Помню, их вызывали сорок раз. Руки у людей распухли от аплодисментов. Это было одно из сильнейших художественных впечатлений в моей жизни…»
«Чувственный пыл Нуреева стал идеальным контрастом выразительной чистоте Фонтейн, рождающейся из нетронутых запасов страсти и воздушной грации» — так описала их дуэт Диана Солуэй.
В 1963 году Аштон специально для них поставил балет «Маргарита и Арман» на музыку Ференца Листа.
Рудольф и Марго танцевали вместе более пятнадцати лет, они много гастролировали по миру, выступая в различных театрах. Несмотря на большую разницу в возрасте, их дуэт считается одним из наиболее значимых в истории классического танца. У талантливых и трудолюбивых людей не всегда были простые отношения, но оба отзывались о партнере с большим уважением и признанием, что и стало основой их длительной совместной работы.
Марго Фонтейн закончила свою танцевальную карьеру в конце 1970-х годов.

## Личная жизнь
В 1955 году Фонтейн вышла замуж за посла Панамы в Великобритании Тито де Ариаса. Через два года после свадьбы её муж попытался устроить на родине политический переворот. В свои авантюры он втягивал и супругу, принуждая Марго тратить все гонорары «на благо революции». В ней Фонтейн мало что понимала, но ей очень нравился образ авантюриста и благородного разбойника, который придумал для себя Тито. Как-то он уговорил жену помочь ему в одном «деле»: попросил ее поднять паруса на яхте, чтобы преследовали подумали, что мужчина пытается скрыться по воде, хотя сам он бежал совсем другим путем. Оказалось, что трюм забит оружием. Марго арестовали, а спустя несколько дней депортировали в Англию. Журналисты упражнялись в остроумии: «Принцесса-лебедь оказалась подсадной уткой!»
В 1964 году на Тито напали: соратник, чью жену он соблазнил, выстрелил в де Ариаса четыре раза. «Революционер» в итоге оказался в инвалидной коляске, и следующие 25 лет жизни Марго посвятила служению парализованному мужу. Она постоянно работала, чтобы оплачивать его лечение и дорогостоящие капризы — выступала, брала учеников. Начался артрит, с балетом пора было завязывать, но Марго продолжала появляться на сцене. «Я буду танцевать до тех пор, пока на меня ходят», — повторяла она. Чтобы Тито не чувствовал себя одиноким, она возила его с собой: кормила на приемах с ложечки, сама мыла и ухаживала за мужем вместо сиделки.
Де Ариас отплатил жене своеобразно: повесил на нее заботы о своих троих детях от предыдущего брака и продолжил изменять. Стоило Марго уйти, как в доме появлялась его любовница Анабелла Вальярино, которая специально раскидывала по комнатам свои вещи в расчете на то, что Фонтейн их найдет. Так и происходило. Марго страдала, плакала, не спала ночами, признавалась друзьям, что не может больше терпеть неверность мужа и снова прощала его.
Свою карьеру Марго Фонтейн официально завершила в 61 год. После этого она переехала в Панаму и поселилась вместе с Тито на ферме. До конца дней мужа она ухаживала за ним, а друзьям рассказывала, что ей нравится доить коров и слушать тишину вокруг. Те, конечно, не верили: все, кто был знаком с Фонтейн, знали, что танец — это ее сущность и быть счастливой без него она не может.
В 1989 году Тито умер. Марго в тому времени уже была больна: ей диагностировали рак яичников. Она перенесла три операции, но всё равно шутила: «Я привыкла гастролировать по театрам, а теперь гастролирую по больницам». Денег не было — сбережения ушли на докторов для де Ариаса и на нужды его детей, а пенсии Марго не полагалось. Ее счета из клиник тайком оплачивал Нуреев, приезжая в гости.
Умерла Марго Фонтейн 21 февраля 1991 года. Говорят, узнав об этом, Рудольф воскликнул: «Мне надо было на ней жениться!» Пережил ее танцовщик лишь на два года. Похоронили Марго в Панаме — даже после смерти она захотела остаться со своим мужем, а не возвращаться на родину.

## Признание
В 1954 году Марго Фонтейн была удостоена звания дамы Большого Креста. С 1981 по 1990 год она была почётным ректором Даремского университета.
В 1960 году награждена финской медалью «Pro Finlandia».
В 1979 году, к 60-летнему юбилею балерины, она, с согласия королевы Елизаветы II, была награждена титулом Prima ballerina assoluta.
В 1996 году почта Великобритании выпустила почтовую марку с её изображением.

## Фильмография
В 1989 году Фонтейн снялась в документально-биографическом фильме «Марго Фонтейн» (The Margot Fonteyn Story).